# Meranoplus spininodis
Meranoplus spininodis é uma espécie de formiga do gênero Meranoplus, pertencente à subfamília Myrmicinae.